# Colin Gregor
Pour les articles homonymes, voir Gregor.
Pas d'image ? Cliquez ici

a Compétitions nationales et continentales officielles uniquement.

b Matchs officiels uniquement.
Dernière mise à jour le 21 février 2019.
Colin Rhys Gregor, né le 31 mai 1981, est un joueur écossais de rugby à XV, également international de rugby à sept.